# Dubrovniks halvmaraton
Dubrovniks halvmaraton (kroatiska: Dubrovački polumaraton) är ett halvmaratonlopp i Dubrovnik i Kroatien. Halvmaratonloppet är öppet för aktiva från hela världen och arrangeras årligen i slutet av april och/eller maj. Dubrovniks halvmaraton hade premiär 9–10 maj 2015 och arrangeras av Dubrovniks stad och Dubrovniks idrottsförbund. Arrangörernas motto för loppet är "mer än ett lopp" och antalet deltagare är begränsat till 1 000 personer. Halvmaratonloppets start och mål ligger på Stradun i Gamla stan.    
I samband med halvmaratonloppet organiseras även kortare löpsträckor, bland annat ett för barn och ett där löpsträckan går på Dubrovniks ringmur. Antalet deltagare för loppet på ringmuren är begränsad till 50 personer.